# ドーハ
ドーハ（英語：Doha、アラビア語：الدوحة al-Dawha [adˈduħa]）は、カタールの首都。同国を構成する自治体のひとつ。
カタール半島東海岸のペルシア湾に面する港町で、同国最大の都市。中東有数の世界都市でもある。人口は約64万人で、外国人労働者を含めると約240万人（2019年）。カタールの人口の60%がドーハ都市圏に住んでいる。

## 歴史
町は1825年に「アル・ビーダ (Al-Bida)」という名で設立された。後のダーハの市名は、アラビア語で「大きな木」の意味で、カタール半島の東海岸の漁村（今日のドーハの元になった）にあった大木に由来する。1825年、アブダビに支援されたバーレーンとの戦争で、新しい町は大きな損害を受けた。その翌年、オスマン帝国はサーニー・ビン・ムハンマドをシェイク（シャイフ）に任命、後にカタールの首長（ハキム）になる。1882年には市の南西部に砦が建設され、その翌年にはオスマン帝国との武力衝突に勝利した。
1916年にはイギリスのカタール保護領の首都となった。1917年、アブドゥッラー・ビン・ジャースィム・アール＝サーニーによって市の中心部に要塞が築かれた。20世紀初頭まで真珠と漁業が主な産業であったが、1930年代に日本で真珠の養殖が開発されると、カタールの真珠産業は壊滅、不況で飢餓まで起こった。
1949年より石油の輸出を行うようになり、1971年には独立に伴いカタールの首都となった。1996年には衛星テレビ局アルジャジーラが放送を開始した。2001年には世界貿易機関 (WTO) の第4回閣僚会議が行われ、ドーハ宣言が採択された（ドーハラウンド）。2006年にはアジア競技大会が過去最大の規模で開催された。

## 人口構成
外国人が大多数で、特にインド、パキスタン、バングラデシュ、フィリピンからの労働者が多い。レバント諸国や北アフリカからも多い。現在ではカタールの市民権を有さないものでもドーハに不動産を購入できるようになった。そのため、人口が急増中で、毎月、1万を優に越える人口増加が起きており、住宅不足が深刻な問題になっている。

## 気候
砂漠気候に属し、6月から8月の平均最高気温は40°Cを超える。
| ドーハの気候             | ドーハの気候 | ドーハの気候 | ドーハの気候 | ドーハの気候 | ドーハの気候 | ドーハの気候 | ドーハの気候 | ドーハの気候 | ドーハの気候 | ドーハの気候 | ドーハの気候 | ドーハの気候 | ドーハの気候  |
| 月                       | 1月          | 2月          | 3月          | 4月          | 5月          | 6月          | 7月          | 8月          | 9月          | 10月         | 11月         | 12月         | 年            |
| ------------------------ | ------------ | ------------ | ------------ | ------------ | ------------ | ------------ | ------------ | ------------ | ------------ | ------------ | ------------ | ------------ | ------------- |
| 最高気温記録 °C （°F）   | 31.2 (88.2)  | 36.0 (96.8)  | 39.0 (102.2) | 46.0 (114.8) | 47.7 (117.9) | 49.0 (120.2) | 48.2 (118.8) | 48.0 (118.4) | 45.5 (113.9) | 43.4 (110.1) | 38.0 (100.4) | 32.2 (90)    | 49 (120.2)    |
| 平均最高気温 °C （°F）   | 21.0 (69.8)  | 22.7 (72.9)  | 26.5 (79.7)  | 31.9 (89.4)  | 38.2 (100.8) | 41.1 (106)   | 41.3 (106.3) | 40.7 (105.3) | 37.6 (99.7)  | 35.2 (95.4)  | 29.5 (85.1)  | 24.1 (75.4)  | 32.48 (90.48) |
| 日平均気温 °C （°F）     | 17.0 (62.6)  | 17.9 (64.2)  | 21.2 (70.2)  | 25.7 (78.3)  | 31.0 (87.8)  | 33.9 (93)    | 34.7 (94.5)  | 34.3 (93.7)  | 32.2 (90)    | 28.9 (84)    | 24.2 (75.6)  | 19.2 (66.6)  | 26.68 (80.04) |
| 平均最低気温 °C （°F）   | 12.8 (55)    | 13.7 (56.7)  | 16.7 (62.1)  | 20.6 (69.1)  | 25.0 (77)    | 27.7 (81.9)  | 29.1 (84.4)  | 28.9 (84)    | 26.5 (79.7)  | 23.4 (74.1)  | 19.5 (67.1)  | 15.0 (59)    | 21.58 (70.84) |
| 最低気温記録 °C （°F）   | 3.8 (38.8)   | 5.0 (41)     | 8.2 (46.8)   | 10.5 (50.9)  | 15.2 (59.4)  | 21.0 (69.8)  | 23.5 (74.3)  | 22.4 (72.3)  | 20.3 (68.5)  | 16.6 (61.9)  | 11.8 (53.2)  | 6.4 (43.5)   | 3.8 (38.8)    |
| 雨量 mm （inch）         | 13.2 (0.52)  | 17.1 (0.673) | 16.1 (0.634) | 8.7 (0.343)  | 3.6 (0.142)  | 0 (0)        | 0 (0)        | 0 (0)        | 0 (0)        | 1.1 (0.043)  | 3.3 (0.13)   | 12.1 (0.476) | 75.2 (2.961)  |
| 平均降雨日数 （≥1.0 mm） | 1.7          | 2.1          | 1.8          | 1.4          | 0.2          | 0.0          | 0.0          | 0.0          | 0.0          | 0.1          | 0.2          | 1.3          | 8.8           |
| % 湿度                   | 71           | 70           | 63           | 52           | 44           | 41           | 49           | 55           | 62           | 63           | 66           | 71           | 58.9          |
| 平均月間日照時間         | 244.9        | 224.0        | 241.8        | 273.0        | 325.5        | 342.0        | 325.5        | 328.6        | 306.0        | 303.8        | 276.0        | 241.8        | 3,432.9       |
| 出典：NOAA (1962-1992)   |              |              |              |              |              |              |              |              |              |              |              |              |               |

## 経済

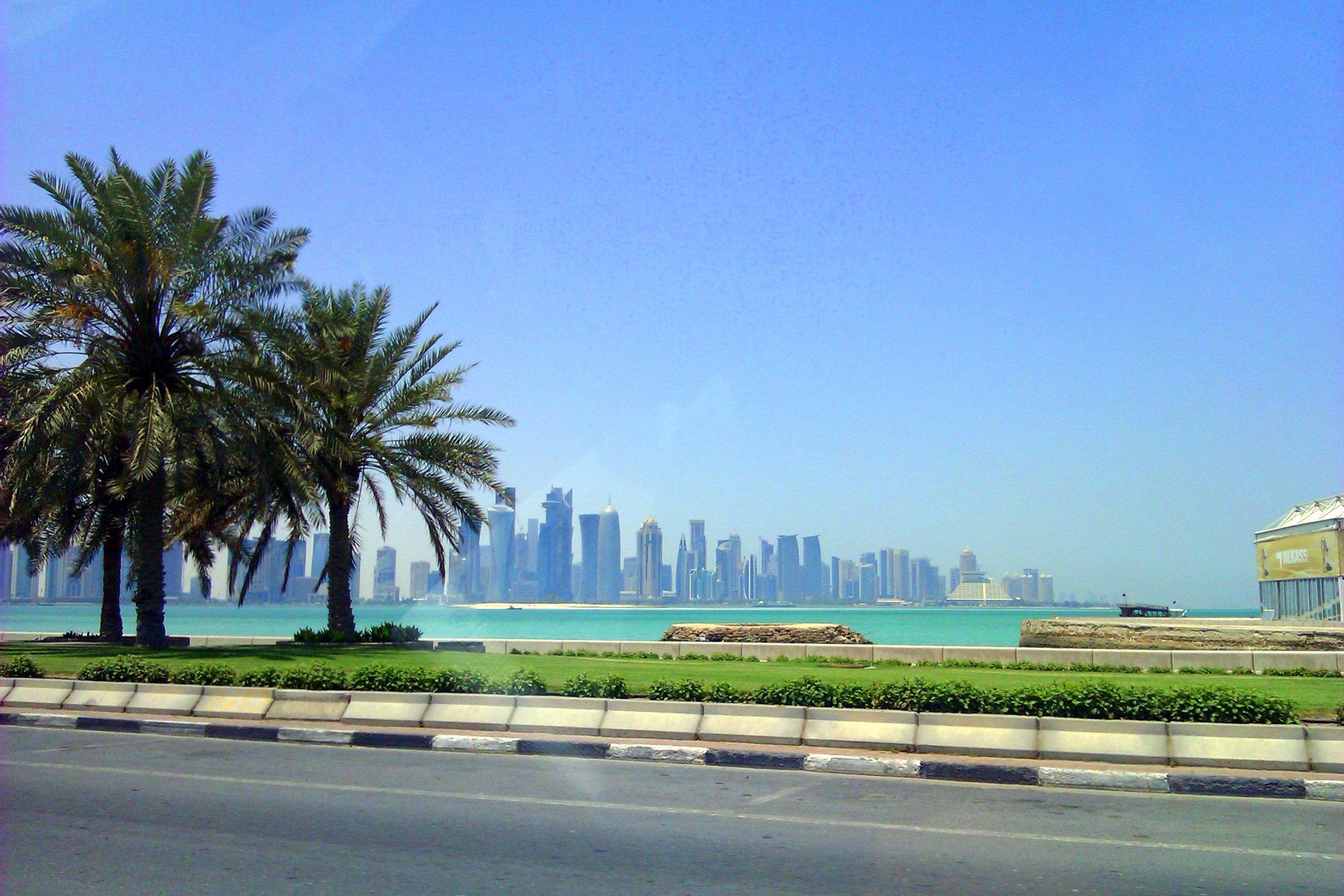
ドーハの超高層ビル群

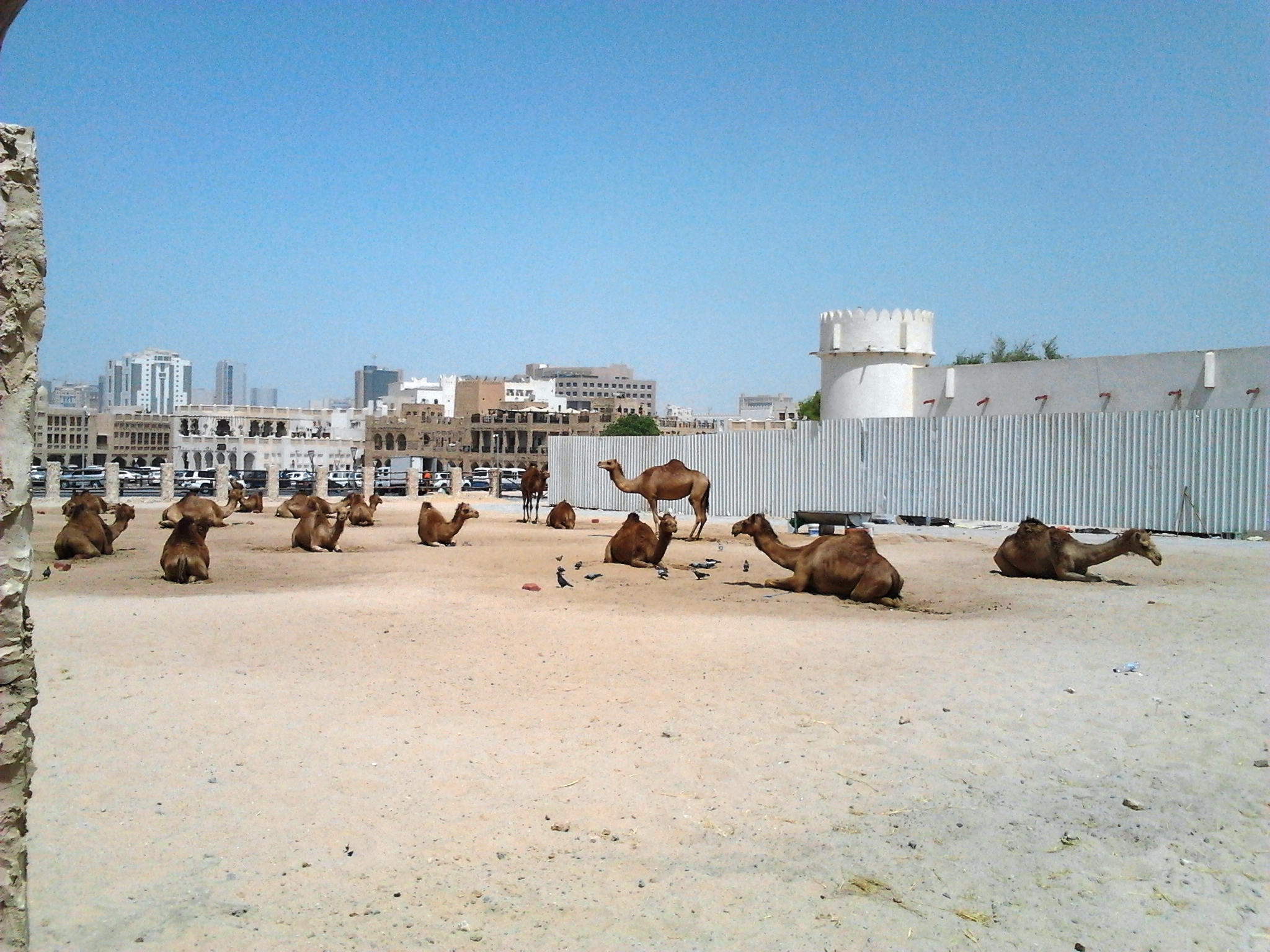
ラクダ市場

カタール経済の中心であるドーハの主な産業は石油産業と天然ガス産業である。カタール最大の石油「カタール石油 (Qatar Petrolium)」、ガス会社ラスガスなど、多くの会社がドーハに本社を持つ。カタール政府は石油ガス依存からの脱却を目指し、産業の多角化を奨励している。その結果、首長ハマド・ビン・ハリーファ・アール＝サーニー本人による都市近代化事業が進んでいる。
ドーハはアラブ首長国連邦のドバイのように観光産業が主眼ではなく、文化・教育・放送面に力を入れている。
食糧などの物資の多くは、輸入に頼っている状況である。2017年6月に周辺諸国から国交断絶（2017年カタール外交危機）を突き付けられ、隣国サウジアラビアからの物資の輸入が見込まれなくなった際には、スーパーマーケットの商品が買占めされる状態となった。

## 再開発

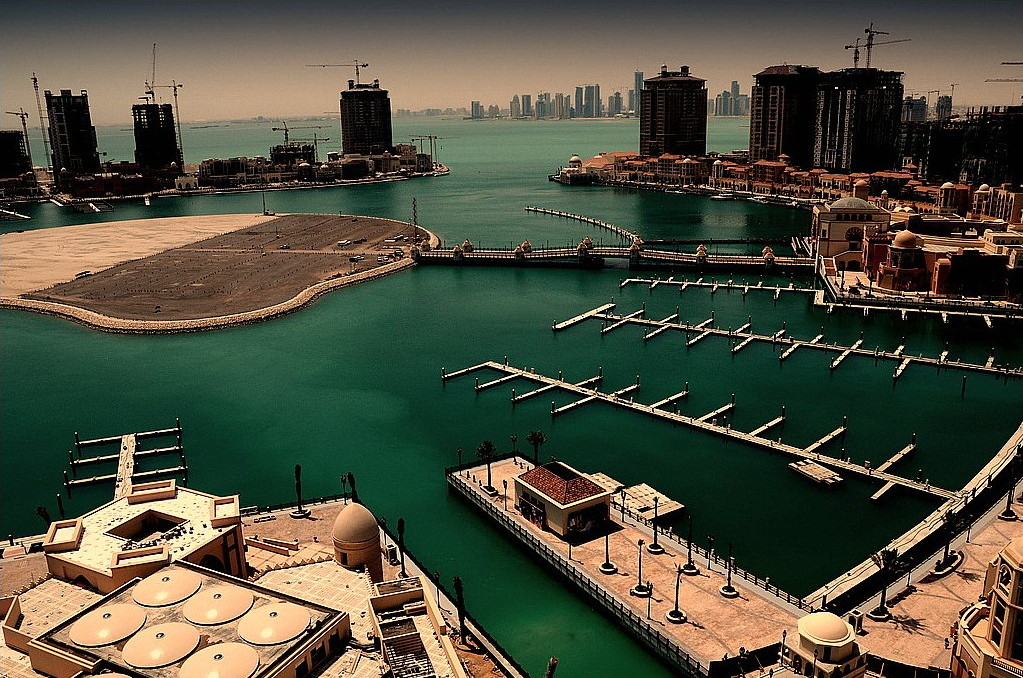
ザ・パール

アスパイア・タワー

ドーハ・メトロ計画路線図

ドーハ市内では、各地で大型開発が行われている。
- ドバイ・タワーズ・ドーハ：437mの超高層ビル。2014年完成。
- アスパイア・タワー：318mのホテルやスポーツ施設を中心とするビル。
- ザ・パール：ドーハのウエスト・ベイ・ラグーンの350m沖合いの巨大人工島施設。マリーナや15,000人が居住する島となる。2010年完成。
- ルセール：ルセール (Lusail) はドーハの中心部から15km北、ウエスト・ベイ・ラグーンに隣接の新都心で、20万人が生活する住宅やマリーナ、高級ショッピング街ほかゴルフコースやテーマパークもある。2010年に町開きした。

## 教育
ドーハには1973年創立のカタール大学 (University of Qatar) がある。エデュケーション・シティーという地域には、カタール大学を含む多くの大学がキャンパスを持つ。ジョージタウン大学やカーネギーメロン大学等のアメリカの6つの有名大学もここにキャンパスを持ち、研究機関も集積している。さらに、ドーハには海外駐在員の子女の教育のためのインターナショナル・スクールも多い。
教育はカタール政府が大変力を入れている分野で、エデュケーション・シティーを運営するカタール財団が設立されている。

## スポーツ
- 日本では、FIFAワールドカップ・アメリカ大会アジア地区最終予選の日本代表最終戦となった日本対イラク戦で、日本代表がロスタイムで同点に追いつかれてワールドカップ初出場を逃した「ドーハの悲劇」で一躍有名になった。
- 2006年5月12日、この地で開かれた陸上競技のグランプリ・カタール大会で、アメリカのジャスティン・ガトリンが男子100mで、世界新記録となる9秒76をマークした（5日後に、国際陸連が計時ミスがあったと認め、9秒77に訂正された）。
- 2010年より先述のグランプリやヨーロッパのゴールデンリーグ、スーパーグランプリを統合して創設されたダイヤモンドリーグの第1戦がカタール・ドーハで開かれている。
- 2006年12月1日～12月15日の会期で、アジア競技大会が開催された。そのため多くのスポーツ施設が改築、改装された。
- モトGPやF1もドーハ北郊にあるルサイル・インターナショナル・サーキットにて毎年開催されている。
- アスパイア・アカデミー (ASPIRE Academy)：2004年創立のスポーツ学校で、世界クラスのアスリート養成を目指して設立された。「アスパイア・ゾーン」地域にあり、ここにはハリーファ国際スタジアムや、ハマド水泳センター、アスパイア・タワーもある。
- 毎年1月にテニスのカタール・エクソンモービル・オープンが開催される。また、2月にはカタール・トータル・オープンが開催される。
- 2016年夏季オリンピックの開催地に立候補していたが、最終選考に残れず落選した。2020年夏季オリンピックの開催地にも再度立候補していたが、最終選考に残れず落選した。
- 2019年には世界陸上が開催された。
- 2022 FIFAワールドカップが開催された。
- 2024年1月には中東で初めての世界水泳が開催される予定。
- 2030年にはアジア競技大会が開催される予定。

## 交通

### 空港
- ハマド国際空港（新ドーハ国際空港）：カタール航空のハブ空港として使用されている。IATA空港コードはDOH。4,850mと4,250mの滑走路を持つ最新鋭の巨大空港として2014年に開港し、それまでのドーハ国際空港から貨物も含めて全便が移管した。2017年6月、カタールが周辺諸国から国交断絶措置を通告された（2017年カタール外交危機）後は、エミレーツ航空やエティハド航空など断交した一部イスラム諸国に本拠を置く大手航空会社便の乗り入れが停止していたが[3]、国交再開後順次復帰している。

### 鉄道
- ドーハメトロ：ドーハに本社があるカタール・レールによって建設が進められ最初の区間が2019年に開通した鉄道であり、ハマド国際空港や2022 FIFAワールドカップ試合会場とドーハ市内を結ぶ。計画中を含めると総延長4路線85駅、163.8kmに及ぶ鉄道網となる。

## メディア
カタールの衛星テレビ局アルジャジーラの本社がある。